# Zami : une nouvelle façon d'écrire mon nom
Zami : une nouvelle façon d'écrire mon nom (Zami: A New Spelling of My Name) est une autobiographie de la poétesse afro-américaine Audre Lorde, parue en 1982. Cet ouvrage est considéré comme un classique de la littérature lesbienne noire des États-Unis , traitant à la fois des questions de racisme et d'homophobie, ainsi que de la vie et du parcours des lesbiennes d'ascendance africaine en Amérique. L'autrice décrit cette œuvre comme une « biomythographie ».

## Contexte
Audre Lorde  invente un nouveau genre qu'elle appelle « biomythographie », qui combine l'histoire, la biographie et le mythe,,,,,. Dans le texte, Lorde écrit que « Zami » est « un nom Carriacou pour les femmes qui travaillent ensemble en tant qu'amies et amantes », Carriacou est l'île des Caraïbes d'où sa mère a émigré. Lorde commence Zami en écrivant qu’elle doit son pouvoir et sa force aux femmes afrodescendantes de sa vie, et une grande partie du livre est consacrée à des portraits détaillés d’autres femmes.
Le livre est considéré comme un classique de la littérature queer d'inspiration africaine-américaine,.

## Résumé de l'intrigue
Audre Lorde grandit à Harlem dans les années 1930 et 1940. Ses parents viennent des Antilles. Lorde est  aveugle dès son plus jeune âge, ce qui l'isole encore plus de son environnement et d'une famille dont elle ne reçoit pas beaucoup de chaleur ni d'affection. Ses deux sœurs aînées, Phyllis et Helen, sont très proches, mais sont rarement mentionnées dans Zami et Lorde passe peu de temps avec elles. Ses parents et d'autres adultes, en particulier sa mère, la disciplinent sévèrement pour ce qui est perçu comme de l'insolence. Lorde ne parle pas avant l'âge de 4 ans, âge auquel elle déclare qu'elle veut lire.  
Elle est marquée par le racisme de la société ségrégationniste dans laquelle elle vit : le propriétaire de l'appartement où loge la famille se pend pour avoir dû louer son appartement à une famille noire. Durant un séjour de la famille Washington DC, en pleine canicule, elle n'est pas autorisée à manger de la glace dans un établissement à cause des lois racistes de Jim Crow. Malgré le racisme endémique de cette époque que Lorde rencontre dans sa vie quotidienne, sa mère tente de la protéger en niant cette réalité. Par exemple, confrontée à des Blancs crachant contre elles, sa mère faisant mine d'ignorer que l'affront est dirigé contre elle fustige ces gens d'une classe inférieure pour avoir craché dans la rue. Après avoir eu ses premières règles à 15 ans, Lorde se lie d'amitié avec un groupe de jeunes filles blanches, appelées « The Branded » à la Hunter College High School. Elle est même élue éditrice littéraire du magazine d'art de l'école — elle a alors commencé à écrire de la poésie.  
Après avoir obtenu son diplôme, elle quitte la maison en raison du rejet de sa famille et partage un appartement avec des amis de Jean (l'une des Branded), cessant tout contact avec ses parents et ses deux sœurs. En même temps, elle sort aussi avec Peter, un garçon blanc qui la quitte lors du réveillon du Nouvel An. Elle est alors enceinte et décide d'avorter. Après des moments difficiles au Hunter College, elle déménage à Stamford, dans le Connecticut, pour  travailler dans une usine, où les conditions de travail se révèlent très dures. Après la mort de son père, elle retourne à New York et entame une relation avec Bea, qu'elle quitte lorsqu'elle décide de s'installer au Mexique pour fuir le maccarthysme. Là-bas, elle fréquente l'université et travaille comme secrétaire dans un hôpital. À Cuernavaca, elle rencontre beaucoup de femmes indépendantes, principalement des lesbiennes ; elle a une relation avec l'une d'entre elles, Eudora, et travaille dans une bibliothèque. De retour à New York, Audre explore la scène des bars lesbiens, emménage avec Muriel. Lynn,une autre lesbienne emménage avec elles et finit par partir sans prévenir avec toutes leurs économies. Lorde entame ensuite une liaison avec Afrekete, qui décide de la quitter pour s'occuper de son enfant. Le livre se termine par un hommage à la mère de Lorde.

## Personnages du livre
- Audre Lorde, l'autrice et le personnage principal
- Linda Lorde, la mère d'Audre. Elle connaît le créole antillais. Elle prépare tous les jours le déjeuner pour le père. Une ou deux fois par an, elle demande à chaque enfant quel plat ils aimeraient qu'elle prépare pour le dîner. Le père garde ses distances, à moins que la mère ne soit pas respectée de quelque façon que ce soit ou qu'on ne lui parle. Elle rêve toujours à ce qu'elle appelle la "maison", la communauté insulaire dont elle est issue. Elle peut obtenir du travail comme femme de ménage, mais seulement parce qu'elle a la peau suffisamment claire est suffisamment légère pour passer en espagnol. Lorsque l'employeur découvre qu'elle est afro descendante, elle est licenciée. Elle refuse le lait gratuit offert aux familles pauvres.
- Phyllis et Helen, les sœurs aînées d'Audre.
- The Branded, les amis d'Audre au lycée.
- Maxine, l'amie juive d'Audre au lycée.
- Gennie, aka Geneviève, l'amie la plus proche d'Audre au lycée, prend des cours de danse et se suicide. Elle représente peut-être son premier véritable amour.
- Louisa, la mère de Gennie.
- Philip Thompson, le père de Gennie, qui a quitté la maison tôt et qui revient à 15 ans.
- Ella, la belle-mère de Gennie.
- Peter, un garçon blanc avec lequel Audre sort à New York.
- Ginger, collègue d'Audre de l'usine de Stamford est la première amante d'Audre. Audre emménage ensuite avec Ginger et sa mère et paie le loyer pour la chambre et les repas.
- Bea, rencontre d'Audre à New York. Elles sortent ensemble uniquement parce qu'elles sont gaies. Elles ont l'idée de se rendre au Mexique ensemble mais Audre abandonne se rendant compte que ce ne serait pas optimal. Audre se retrouve dans une relation à faire tout le travail, et Bea n'est pas très réactive. Elles avaient l'habitude de faire la navette depuis Philadelphie pour se voir.
- Eudora, est une femme plus âgée et l'amante d'Audre au Mexique. Elle est journaliste et alcoolique. Elle est passionnée par la culture et l'histoire mexicaines. Elle est propriétaire d'un magasin de vêtements avec son ex dans la ville mexicaine où ils vivaient. Elle a perdu un sein en raison d'un cancer.
- Muriel, est la première compagne d'Audre. Sa première relation engagée à long terme. Muriel s'installe avec Audre. Muriel est diagnostiquée schizophrène et a suivi un traitement par électrochocs. Audre soutient financièrement Muriel. Ginger a présenté Muriel à Audre, étant donné que Muriel occupe le même poste à l’usine de Stamford avant Audre.
- Rhea, est la colocataire d'Audre à New York après son retour du Mexique. C'est une femme hétérosexuelle, mais son travail politique étant mis à mal par sa vie en commun avec Audre, une lesbienne noire, elle part pour Chicago afin de conserver son emploi, en disant à Audre qu'elle veut commencer une nouvelle vie après une rupture amoureuse. Audre ne sait donc pas la cause réelle de son départ. Audre vi avec Rhea avant d'aller au Mexique. Rhea n'a jamais de relations amoureuses satisfaisantes et s'émerveille longuement de l'amour que Muriel et Audre éprouvent au début de leur relation.
- Felicia, aka "Flee", est une lesbienne noire qui entretient une relation étroite mais platonique avec Audre. Elle est comme la petite sœur honoraire d'Audre.
- Lynn, une lesbienne qui vit avec Muriel et Audre pendant un certain temps et qui est aussi leur compagne mutuelle.
- Toni, est une ancienne connaissance du lycée d'Audre, et se révèle être aussi une lesbienne.
- Gerri, une lesbienne noire du Queens. Gerri et sa partenaire sont connues pour leurs fêtes extraordinaires, qui offrent une nourriture abondante, contrairement aux soirées de l'Upper West Side, qui frugales et beaucoup tendues.
- Kitty, aka Afrekete, la dernière amoureuse d'Audre mentionnée la rencontre par l'intermédiaire de Gerri ; elle est maman et repart brusquement à Atlanta pour rendre visite à sa mère et à sa fille. Lorde ne la reverra jamais, mais mentionne que Kitty fera toujours partie d'elle.

## Thèmes majeurs
- Lesbianisme : le livre décrit la façon dont les lesbiennes vivent à New York City, Connecticut à Mexico durant les années 1950 à 1990.
- Racisme : le livre aborde ouvertement le thème du racisme à travers des exemples biographiques comme l'épisode du propriétaire qui se pend, celui du refus de servir une glace à une famille noire à  Washington D.C, et la suspicion durant l'ère du Mccarthysme.
- L'héritage maternel : les relations difficiles d'Audre avec sa mère sont décrites, tout en valorisant la transmission intergénérationnelle des héritages entre femmes et mères et filles. La question de l'avortement est aussi abordée[9].
- Maccarthysme et l'affaire des Rosenbergs sont mentionnés